# 971 Alsatia
971 Alsatia, asteroid glavnog pojasa. Otkrio ga je Alexandre Schaumasse, 23. studenog 1917.

## Vanjske poveznice
- Minor Planet Center